# Monique Clavel-Lévêque
Monique Clavel-Lévêque (12 de agosto de 1936) es una historiadora francesa, especializada en la Antigua Roma, de la que ha investigado sobre todo la economía del Imperio romano.
Es profesora de historia antigua en la Universidad de Besançon, y miembro del Centre de Recherches d'Histoire Anciennes de dicha Universidad. Entre sus investigaciones está la historia y la arqueología de la ciudad de Béziers.
En febrero de 1979, fue una de los 34 signatarios de la declaración redactada por Léon Poliakov y Pierre Vidal-Naquet para desmontar la retórica negacionista de Robert Faurisson.
Entres sus trabajos destacan los referentes a los catastros griegos y romanos. Sus investigaciones sobre la Antigua Grecia se han centrado en Marsella y Hérault, reinos del Ponto Euxino (Mar Negro) y Cáucaso, entre otras.
Es la viuda del historiador y helenista Pierre Lévêque, que murió en 2004.

## Obras[5]
- Béziers et son territoire dans l'Antiquité. Annales littéraires de l'Université de Besançon. Centre de recherches d'histoire ancienne (en francés) (2). París: Les Belles Lettres. 1970.
- —; Pierre Lévêque (1971). Villes et structures urbaines dans l'Occident romain. U2 (en francés). París: Armand Colin.
- Marseille grecque. La dynamique d'un impérialisme marchand (en francés). Marsella: Laffitte. 1977.
- Monique Clavel-Lévêque (dir.) (1983). Cadastre et espace rural: approches et réalités antiques (en francés). París: éditions du CNRS. ISBN 2-222-03165-6.
- —; Lorcin, Marie-Thérèse; Lemarchand, Guy (1983). Les Campagnes françaises: titre=précis d'histoire rurale. Comprendre (en francés) (6). París: Éditions sociales. ISBN 2-209-05545-8.
- L'Empire en jeux: espace symbolique et pratique sociale dans le monde romain (en francés). París: éditions du CNRS. 1984. ISBN 2-222-03527-9.
- Puzzle gaulois. Les Gaules en mémoire : images, textes, histoire. Annales littéraires de l'université de Besançon: Centre de recherches d'histoire ancienne (en francés). París: Les Belles Lettres. 1989. ISBN 2-251-60396-4.
- Monique Clavel-Lévêque (dir.); Plana-Mallart, Rosa (1995). Cité et Territoire. Espaces et Paysages (en francés) I (5). Annales littéraires de l'université de Besançon. Besançon: Presses universitaires de Franche-Comté. ISBN 2-251-60565-7.
- Jouffroy, Isabelle; Savoye, Maximilien; Vignot, Anne (1995). Le Réseau centurié Béziers B. Espace et Paysages (en francés) (4). Besançon: Université de Besançon. ISBN 2-251-60542-8.
- Monique Clavel-Lévêque (dir.); Vignot, Anne (1998). Cité et Territoire (en francés) II. París: Presses universitaires de Franche-Comtés. ISBN 2-913322-07-7.
- Tsetskhladze, Gocha R. (1999).  Geny, Évelyne; Levêque, Pierre; Clavel-Lévêque, Monique, eds. Pichvnari and its Environs: 6th c BC-4th c AD. Institut des sciences et techniques de l'Antiquit (en francés). Besançon: Presses universitaires de Franche-Comté. ISBN 2-913322-42-5.
- Monique Clavel-Lévêque (dir.); Harmon, Ella (2004). Espaces intégrés et ressources naturelles dans l'Empire romain. Institut des sciences et techniques de l'Antiquité (en francés) (263). París. ISBN 2-84867-066-5.
- Monique Clavel-Lévêque (dir.); Tirologos, Georges (2004). Paysages et cadastres antiques. Institut des sciences et techniques de l'Antiquité (en francés). Besançon: Presses universitaires de Franche-Comté. ISBN 2-84867-049-5.
- Monique Clavel-Lévêque (dir.); Bozzarelli, Michel (2006). Le Paysage en partage. Mémoire des pratiques des arpenteurs. Histoire, textes, sociétés (en francés). París: L'Harmattan. ISBN 2-296-011608.
- Fabre, Georges (2007).  Bost, Jean-Pierre; Rodà de Llanzanombre-editor3= Monique, Isabel; Clavel-Lévêque, eds. Sociétés et espaces à l'époque romaine. Contributions au débat: titres choisis de Georges Fabre (en francés). Pau: Publications de l'université de Pau. ISBN 2-35311-001-0.
- Monique Clavel-Lévêque (dir.); Pimouguet-Pédarros, Isabelle (2012). Hommes, cultures et paysages de l'Antiquité à la période moderne. Enquêtes et Documents (Centre de recherches en histoire internationale et atlantique) (44). Rennes: Presses universitaires de Rennes. ISBN 978-2-7535-2143-8..
- Autour de la Domitienne. Genèse et identité du Biterrois gallo-romain. Histoire, textes, sociétés (en francés). París: L'Harmattan. 2014. ISBN 978-2-343-03912-1.